# Angitia ochriplaga
Angitia ochriplaga là một loài bướm đêm trong họ Noctuidae.